# Хирценхайн
Хирценхайн (нем. Hirzenhain) — община в Германии, в земле Гессен. Подчиняется административному округу Дармштадт. Входит в состав района Веттерау.  Население составляет 2837 человек (на 31 декабря 2010 года). Занимает площадь 16,11 км².
Община подразделяется на 3 сельских округа.